# Кернерсвілл (Північна Кароліна)
Кернерсвілл (англ. Kernersville) — місто (англ. town) в США, в округах Форсайт і Ґілфорд штату Північна Кароліна. Населення — 26 449 осіб (2020).

## Географія
Кернерсвілл розташований за координатами 36°6′26″ пн. ш. 80°5′8″ зх. д. / 36.10722° пн. ш. 80.08556° зх. д. (36.107323, -80.085466).  За даними Бюро перепису населення США в 2010 році місто мало площу 45,15 км², з яких 44,86 км² — суходіл та 0,28 км² — водойми.

## Демографія
Згідно з переписом 2010 року, у місті мешкали 23 123 особи в 10 038 домогосподарствах у складі 6236 родин. Густота населення становила 512 осіб/км².  Було 10951 помешкання (243/км²).
Расовий склад населення:
| - 77,8 % — білих - 12,6 % — чорних або афроамериканців - 1,9 % — азіатів - 0,5 % — корінних американців - 4,9 % — осіб інших рас |

До двох чи більше рас належало 2,3 %. Частка іспаномовних становила 9,7 % від усіх жителів.
За віковим діапазоном населення розподілялося таким чином: 23,7 % — особи молодші 18 років, 63,2 % — особи у віці 18—64 років, 13,1 % — особи у віці 65 років та старші. Медіана віку мешканця становила 38,5 року. На 100 осіб жіночої статі у місті припадало 88,4 чоловіків;  на 100 жінок у віці від 18 років та старших — 84,4 чоловіків також старших 18 років.
Середній дохід на одне домашнє господарство  становив 64 526 доларів США (медіана — 48 207), а середній дохід на одну сім'ю — 79 011 долар (медіана — 67 826). Медіана доходів становила 49 615 доларів для чоловіків та 36 912 долари для жінок. За межею бідності перебувало 14,1 % осіб, у тому числі 21,9 % дітей у віці до 18 років та 10,4 % осіб у віці 65 років та старших.
Цивільне працевлаштоване населення становило 11 961 особа. Основні галузі зайнятості: освіта, охорона здоров'я та соціальна допомога — 25,9 %, роздрібна торгівля — 12,9 %, виробництво — 12,3 %.